# إبراهيما تانديا
إبراهيما تانديا (بالفرنسية: Ibrahima Tandia)‏ لاعب كرة قدم مالي من مواليد (12 يوليو 1993) يلعب حالياً في نادي الطائي السعودي.

## روابط خارجية
إبراهيما تانديا على موقع رابطة كرة القدم الفرنسية للمحترفين (الإنجليزية)
- إبراهيما تانديا على موقع إي إس بي إن إف سي (الإنجليزية)
- إبراهيما تانديا على موقع قاعدة بيانات كرة القدم.إي يو (الإنجليزية)
- إبراهيما تانديا على موقع ليكيب (الفرنسية)
- إبراهيما تانديا على موقع ناشيونال فوتبول تيمز (الإنجليزية)
- إبراهيما تانديا على موقع Soccerway.com (الإنجليزية)